# Petr Zahradníček
Petr Zahradníček  (* 7. března 1964 Karlovy Vary) je český politik, novinář, učitel na loketské ZŠ a hudebník, v letech 2012 až 2024 zastupitel Karlovarského kraje (v letech 2015 až 2016 náměstek hejtmana), dlouholetý zastupitel města Loket na Sokolovsku, bývalý člen TOP 09.

## Život
Vystudoval Pedagogickou fakultu Západočeské univerzity v Plzni. Od roku 1992 pracoval jako novinář v regionálních denících v Karlovarském kraji. Byl mimo jiné šéfredaktorem Karlovarského deníku. Zahradníček se také věnuje archeologii, vydává knižní publikace o přírodě a historii regionu (Mystika loketských lesů, Vladař - tajemství minulosti) a je lídrem rockové kapely PESTALOZZI (tady ovšem pod autorským pseudonymem Petr Gardner). V roce 2020 vydává knihu "Uvězněni v nule" (vydavatelství Nová forma), která je sbírkou zhudebněných textů, básní, úvah o světle, vesmíru a kvantové fyzice, stejně jako receptem proti covidu-19 v prášilovském duchu. V letech 2018 až 2022 pracoval také jako učitel na ZŠ Loket.

## Občanské sdružení Vladař
V roce 2001 založil občanské sdružení Vladař na ochranu a výzkum archeologických lokalit, kde je i ředitelem. Sdružení Vladař se snaží o vyvolání většího zájmu veřejnosti o lokalitu vrchu Vladař. Díky této iniciativě začal rozsáhlý archeologický průzkum hradiště Vladař, který trval zhruba do r. 2010 a přináší nálezy jako třeba objev, na němž se Petr Zahradníček podílel – dva a půl tisíce let staré dřevěné konstrukce, které svým stářím a vlastnostmi nemají v Evropě obdoby. Hradišti Vladař se věnuje i v současnosti, ale už mimo rámec OS, které zaniklo.

## Komunální politika
V Lokti bydlí Petr Zahradníček od roku 1994 a byl zakladatelem a majitelem Zahradní hospůdky U Gardnera. Dnes bydlí na náměstí T.G. Masaryka. Před svou současnou pozicí loketského místostarosty působil již v letech 1998 – 2002 jako zastupitel (kandidoval jako nestraník za Unii svobody) a v letech 2002 – 2006 jako radní Lokte za Konzervativní stranu ČR.
Ve volbách v roce 2010 se do městského zastupitelstva vrátil, když kandidoval za TOP 09. Následně v letech 2010 až 2013 vykonával funkci místostarosty. Ve volbách v roce 2014 obhájil pozici zastupitele a stal se opět místostarostou. Od voleb v roce 2018 působí jako opoziční zastupitel za TOP 09.
Ve své pozici místostarosty se Petr Zahradníček snažil o větší transparentnost rozpočtu města a procesů udělování veřejných zakázek. Spolu se straníky z TOP 09 přišel s takzvanou „melounovou dohodou“, kterou urovnal vyhrocený spor mezi městem Loket a Technickými službami MaSS, táhnoucí se z období ještě před jeho mandátem. Za největší úspěch však považuje bezplatné navrácení tzv. Loketských sbírek z NPÚ do vlastnictví města Loket, potažmo  hradu Loket v řádu desítek miliónů korun.
Zahradníček se snaží rozvíjet lokální cestovní ruch tím, že systematicky vytváří a podporuje unikátní místní identitu a kulturu. Město Loket např. na jeho popud začalo pálit vlastní likér pojmenovaný po patronu Loketska skřítku Gottsteinovi, vztyčilo nad městem svéráznou plastiku "Zeprase" nebo výrazně oživilo loketský amfiteátr, který díky svému umístění v podhradí přitahuje návštěvníky i umělce nejen z blízkého okolí, ale i ze zahraničí.
Ve volebním období 2018 až 2022 byl opozičním zastupitelem v Lokti. Přesto se mu podařilo za pomoci Karlovarského kraje zrealizovat a dotáhnout nápad s vybudováním nové lávky na páteřní cyklostezce podél Ohře na Svatošských skalách. Po neúspěšném pokusu prosadit v Lokti první konzervatoř v kraji (do objektů zaniklé průmyslovky) se podařilo alespoň domluvit s krajem směnu budov tak, že Lokti připadl objekt bývalého internátu, kde je také školní jídelna pro ZŠ Loket.
V komunálních volbách v roce 2022 obhájil mandát zastupitele města Loket, když z pozice člena TOP 09 vedl kandidátku subjektu „TOP Loket“ (tj. TOP 09 a nezávislí kandidáti). Následně se stal opět místostarostou města.

## Krajská politika
V krajských volbách v roce 2012 byl zvolen zastupitelem Karlovarského kraje, když kandidoval jako člen TOP 09 za subjekt "TOP 09 a Starostové pro Karlovarský kraj". V roce 2015 se stal náměstkem hejtmana pro oblasti kultury, památkové péče, lázeňství a cestovního ruchu. Ve volbách v roce 2016 svůj mandát zastupitele obhájil, když kandidoval jako člen TOP 09 za subjekt "STAROSTOVÉ A NEZÁVISLÍ (STAN) s podporou KOA, KDU-ČSL a TOP 09". V listopadu 2016 však skončil v pozici náměstka hejtmana v opozici. Byl členem výboru pro hospodaření s majetkem.  Ve volbách v roce 2020 post krajského zastupitele obhájil jako člen TOP 09 na kandidátce uskupení „STAN - Starostové a nezávislí společně s KOA, VPM Cheb a TOP 09“. Byl předsedou Výboru pro majetek a členem komise pro přeshraniční spolupráci.
V průběhu volebního období 2020 až 2024 přestal být členem TOP 09. V krajských volbách v roce 2024 pak mandát krajského zastupitele obhajoval jako nestraník za hnutí Vize KVK. Neuspěl však, jelikož se hnutí do krajského zastupitelstva vůbec nedostalo.

## Volby do Sněmovny 2017
Ve volbách do Poslanecké sněmovny PČR v roce 2017 byl lídrem TOP 09 v Karlovarském kraji, ale neuspěl. 